# Белый Плёс
Белый Плёс — село в Вейделевском районе Белгородской области. Входит в состав Закутчанского сельского поселения.

## География
Находится в юго-восточной части Белгородской области, в лесостепной зоне, в пределах Среднерусской возвышенности, вблизи истока реки Ураевой, к северу от автодороги 14К-8, на расстоянии примерно 7 километров (по прямой) к северо-востоку от Вейделевки, административного центра района. Абсолютная высота — 133 метра над уровнем моря.

### Климат
Климат характеризуется как умеренно континентальный, с жарким летом и сравнительно холодной зимой. Среднегодовая температура воздуха — 6,6 °C. Средняя температура воздуха самого холодного месяца (февраля) — −8,8 °C (абсолютный минимум — −36 °C); самого тёплого месяца (июля) — 20,8 °C (абсолютный максимум — 39 °С). Безморозный период длится 163 дня. Годовое количество атмосферных осадков — 490 мм, из которых 342 мм выпадает в период с апреля по октябрь.

### Часовой пояс
Село Белый Плёс как и вся Белгородская область, находится в часовой зоне МСК (московское время). Смещение применяемого времени относительно UTC составляет +3:00.

## Население
| 2002 | 2010 |
| ---- | ---- |
| 416  | ↘332 |

### Половой состав
По данным Всероссийской переписи населения 2010 года в гендерной структуре населения мужчины составляли 47 %, женщины — соответственно 53 %.

### Национальный состав
Согласно результатам переписи 2002 года, в национальной структуре населения русские составляли 93 %.